# Cépie
Cépie – miejscowość i gmina we Francji, w regionie Oksytania, w departamencie Aude. Przez gminę przepływa rzeka Aude. 
Według danych na rok 1990 gminę zamieszkiwały 413 osoby, a gęstość zaludnienia wynosiła 62 osoby/km² (wśród 1545 gmin Langwedocji-Roussillon Cépie plasuje się na 558. miejscu pod względem liczby ludności, natomiast pod względem powierzchni na miejscu 926.).